# 艾莉西亞·索德伯格
艾莉西亞·索德伯格（Alicia Margarita Soderberg，1977年8月18日—2025年1月26日）是一位美國天文物理學家，研究重點是超新星。她曾任哈佛大學天文學助理教授和哈佛-史密松天體物理中心博士後研究員。

## 貢獻
2006年2月18日，艾莉西亞·索德伯格和其他研究人員在距離白羊座4.4億光年（135 Mpc）處發現了伽瑪射線暴GRB 060218。相關超新星 SN2006aj的發現提供了迄今為止將伽瑪射線暴與超新星聯繫起來的最佳證據。
艾莉西亞·索德伯格和同事利用美國國家航空暨太空總署尼爾·格雷爾斯雨燕天文台X射線太空望遠鏡的數據，2008年1月9日探測到了超新星SN 2008D ，該超新星來自螺旋星系NGC 2770中的一顆恆星，距離地球8800萬光年（27 Mpc）。他們通知了其他八個軌道和地面天文台記錄這一事件。艾莉西亞·索德伯格團隊之所以能夠捕捉到這顆超新星的活動，是因為他們一直在對NGC 2770進行觀測，觀察超新星SN 2007uy。